# Achilla di Alessandria
Achilla  di Alessandria o Archelao, conosciuto anche come Achilla il Grande (Alessandria d'Egitto, ... – Alessandria d'Egitto, 313) è stato il sesto Papa della Chiesa copta (massima carica del Patriarcato di Alessandria d'Egitto). Viene venerato come beato dalla Chiesa cattolica, santo da quella ortodossa e da quella copta.
È ricordato il 13 giugno, secondo il Martirologio Romano dalla Chiesa cattolica, che lo venera come beato; il 19 Paona da quella copta, che lo venera come santo.

## Biografia
Ordinato presbitero dal vescovo Teona fu a capo della Scuola catechetica di Alessandria dopo Pierio. La sua grande conoscenza della filosofia greca e della teologia cristiana gli valsero l'appellativo onorifico, coniato da Sant'Atanasio, di "Achilla il Grande".
Succeduto a Pietro I nel 312 dopo la condanna a morte di quest'ultimo, riammise Ario all'interno della comunità cristiana e lo ordinò sacerdote annullando l'anatema e la scomunica comminati in passato nei suoi confronti. Successivamente, attaccato dallo stesso Ario e dai Meleti che si contrapponevano al suo pensiero teologico, convocò per il 313 un concilio ad Alessandria che condannò Ario all'esilio in Palestina. Achilla non fece in tempo a prendere parte al concilio poiché morì prima che iniziassero i lavori.
Dopo la sua morte si accese la lotta per la successione al patriarcato di Alessandria tra Alessandro e lo stesso Ario.